# Guadalupe de Ures
Guadalupe de Ures, o sólo Guadalupe, es un pueblo del municipio de Ures ubicado en el centro del estado mexicano de Sonora. El pueblo es la tercera localidad más habitada del municipio, ya que según los datos del Censo de Población y Vivienda realizado en 2010 por el Instituto Nacional de Estadística y Geografía (INEGI), Guadalupe de Ures tiene un total de 964 habitantes. Se encuentra en la carretera federal 14 que va de Hermosillo a Moctezuma, específicamente en el tramo San Rafael–El Sauz.

## Geografía
Guadalupe de Ures se sitúa en las coordenadas geográficas 29°23′1″ de latitud norte y 110°26′52′ de longitud oeste del meridiano de Greenwich, a una elevación de 368 metros sobre el nivel del mar, el pueblo se encuentra cerca del curso del río Sonora.

## Historia
Tuvo categoría de municipio hasta el 15 de diciembre de 1903, convirtiéndose luego en comisaría del municipio y distrito judicial de Ures. Fue escenario principal de una acción de guerra contra los imperialistas franceses, comandado por el general Ángel Martínez.